# Đội tuyển bóng đá U-17 quốc gia Pakistan
Đội tuyển bóng đá U-17 tuổi quốc gia Pakistan là đội tuyển bóng đá U-17 quốc gia của Pakistan. Đội tuyển đã tham dự Cúp bóng đá U-17 châu Á một lần vào năm 2002 và cũng đã tham dự Giải vô địch bóng đá U-17 Nam Á vào năm 2011 và 2013, nhưng đã rút lui vào năm 2015 và không tham gia vào năm 2017.

## Các cuộc thi

### AFC U-16/U-17
| Các quốc gia đăng cai / Năm | Vòng               |
| --------------------------- | ------------------ |
| 1985                        | Không vào          |
| 1986                        | Không vào          |
| 1988                        | Không vào          |
| 1990                        | Không vào          |
| 1992                        | Không đủ điều kiện |
| 1994                        | Không vào          |
| 1996                        | Không vào          |
| 1998                        | Không đủ điều kiện |
| 2000                        | Không đủ điều kiện |
| 2002                        | Vòng bảng          |
| 2004                        | Không vào          |
| 2006                        | Không đủ điều kiện |
| 2008                        | Không đủ điều kiện |
| 2010                        | Không đủ điều kiện |
| 2012                        | Không đủ điều kiện |
| 2014                        | Không đủ điều kiện |
| 2016                        | Không vào          |
| 2018                        | Không vào          |
| 2023                        | Dự kiến            |